# Millie Bobby Brown
Millie Bonnie Brown Bongiovi (Marbella, 19 de fevereiro de 2004), conhecida profissionalmente como Millie Bobby Brown,  é uma atriz e cantora britânica nascida na Espanha. A atriz ganhou reconhecimento mundial e aclamação da crítica por seu papel como Onze na série de televisão Stranger Things da Netflix. Em 2018, Brown tornou-se a pessoa mais jovem de sempre a aparecer na lista das cem pessoas mais influentes do mundo da revista Time e a pessoa mais jovem a ser nomeada Embaixadora da Boa Vontade da UNICEF.

## Primeiros anos
Brown nasceu no HC Marbella International Hospital em Marbella, Andaluzia, Espanha, é a terceira de quatro filhos de pais ingleses, Kelly e Robert Brown. A família mudou-se para Bournemouth, Dorset quando ela tinha cerca de quatro anos de idade, depois para Orlando, Flórida, quatro anos depois. Atualmente, Millie reside entre Londres e Atlanta, nos Estados Unidos.
Ela nasceu com audição parcial em um ouvido, perdendo gradualmente o restante da audição em um dos ouvidos durante vários anos.

## Carreira
Além de Stranger Things também atuou na série Intruders, da BBC, e fez pequenas participações em Once Upon a Time in Wonderland, NCIS, Modern Family e Grey's Anatomy. Millie Bobby Brown chamou a atenção da imprensa ao se apresentar com um visual mais adulto na estreia da segunda temporada de Stranger Things em outubro de 2017. Segundo a mídia ela estaria "sofrendo adultização e sexualização pela indústria do entretenimento". Em agosto de 2019, Millie lançou sua marca de maquiagem e produtos de beleza destinada para o público adolescente, chamada Florence By Mills. Brown estreou no cinema em Godzilla: King of the Monsters de 2019. Em 2020, retornou como Madison em Godzilla vs. Kong e também fez o filme Enola Holmes na plataforma Netflix, sobre uma menina que irá seguir os passos do irmão Sherlock Holmes em desvendar crimes.

## Vida pessoal
Em outubro de 2017, surgiram rumores de que Millie estaria em um relacionamento com o cantor Jacob Sartorius. Em janeiro de 2018, ela confirmou o namoro. Em julho do mesmo ano, anunciou o término através do Instagram. Casou-se em 24 de maio de 2024 com o ator Jake Bongiovi, filho do músico Jon Bon Jovi, com quem mantém um relacionamento desde junho de 2021.

## Filmografia

### Cinema
| Ano  | Título                         | Papel           |
| ---- | ------------------------------ | --------------- |
| 2018 | Spheres: Chorus of the Cosmos  | Narradora       |
| 2019 | Godzilla: King of the Monsters | Madison Russell |
| 2020 | Enola Holmes                   | Enola Holmes    |
| 2021 | Godzilla vs. Kong              | Madison Russell |
| 2022 | Enola Holmes 2                 | Enola Holmes    |
| 2024 | Damsel                         | Elodie          |
| 2025 | The Electric State             | Michelle        |

### Televisão
| Ano     | Título                         | Papel              | Notas                                   |
| ------- | ------------------------------ | ------------------ | --------------------------------------- |
| 2013    | Once Upon a Time in Wonderland | Alice jovem        | 2 episódios                             |
| 2014    | Intruders                      | Madison O'Donnell  | 8 episódios                             |
| 2014    | NCIS                           | Rachel Barnes      | Episódio: "Parental Guidance Suggested" |
| 2015    | Modern Family                  | Lizzie             | Episódio: "Closet? You'll Love It!"     |
| 2015    | Grey's Anatomy                 | Ruby               | Episódio: "I Feel the Earth Moving"     |
| 2016–25 | Stranger Things                | Onze / Jane Hopper | Papel principal                         |

## Prêmios e indicações
| Ano  | Prêmio                     | Categoria                                          | Trabalho indicado              | Resultado | Ref.          |
| ---- | -------------------------- | -------------------------------------------------- | ------------------------------ | --------- | ------------- |
| 2017 | NME Awards                 | Herói do Ano                                       | —                              | Indicado  | [ 24 ]        |
| 2017 | Young Artist Awards        | Melhor Performance em Série ou Filme – Jovem Atriz | Stranger Things                | Indicado  | [ 25 ]        |
| 2017 | People's Choice Awards     | Atriz de Ficção/Fantasia Favorita                  | Stranger Things                | Indicado  | [ 26 ]        |
| 2017 | Screen Actors Guild Awards | Melhor Atriz em Série Dramática                    | Stranger Things                | Indicado  | [ 27 ]        |
| 2017 | Screen Actors Guild Awards | Melhor Elenco em Série Dramática                   | Stranger Things                | Venceu    | [ 27 ]        |
| 2017 | Fangoria Chainsaw Awards   | Melhor Atriz de Televisão                          | Stranger Things                | Venceu    | [ 28 ]        |
| 2017 | Prêmio Saturno             | Melhor Jovem Ator em Série de Televisão            | Stranger Things                | Venceu    | [ 29 ]        |
| 2017 | MTV Movie & TV Awards      | Melhor Ator em Série                               | Stranger Things                | Venceu    | [ 30 ]        |
| 2017 | MTV Movie & TV Awards      | Melhor Herói                                       | Stranger Things                | Indicado  | [ 30 ]        |
| 2017 | Teen Choice Awards         | Estrela de Televisão Escolhida                     | Stranger Things                | Indicado  | [ 31 ]        |
| 2017 | Emmy do Primetime          | Melhor Atriz Coadjuvante em Série Dramática        | Stranger Things                | Indicado  | [ 32 ]        |
| 2017 | Gold Derby TV Awards       | Melhor Atriz Coadjuvante em Série Dramática        | Stranger Things                | Indicado  | [ 33 ]        |
| 2017 | Gold Derby TV Awards       | Melhor Performance do Ano                          | Stranger Things                | Venceu    | [ 33 ]        |
| 2017 | IGN People's Choice Award  | Melhor Performance em Série Dramática              | Stranger Things                | Venceu    | [ 34 ]        |
| 2018 | Screen Actors Guild Awards | Melhor Atriz em Série Dramática                    | Stranger Things                | Indicado  | [ 35 ]        |
| 2018 | Screen Actors Guild Awards | Melhor Elenco em Série Dramática                   | Stranger Things                | Indicado  | [ 35 ]        |
| 2018 | Empire Awards              | Melhor Atriz em Série de Televisão                 | Stranger Things                | Indicado  | [ 36 ]        |
| 2018 | Kids' Choice Awards        | Atriz de Televisão Favorita                        | Stranger Things                | Venceu    | [ 37 ]        |
| 2018 | Prêmio Saturno             | Melhor Jovem Ator em Série de Televisão            | Stranger Things                | Indicado  | [ 38 ]        |
| 2018 | MTV Movie & TV Awards      | Melhor Performance em Série                        | Stranger Things                | Venceu    | [ 39 ]        |
| 2018 | MTV Movie & TV Awards      | Melhor Momento Musical (com Finn Wolfhard)         | Stranger Things                | Venceu    | [ 39 ]        |
| 2018 | MTV Movie & TV Awards      | Melhor Beijo (com Finn Wolfhard)                   | Stranger Things                | Indicado  | [ 39 ]        |
| 2018 | Teen Choice Awards         | Atriz de Ficção/Fantasia Escolhida                 | Stranger Things                | Venceu    | [ 40 ]        |
| 2018 | Teen Choice Awards         | Melhor Casal (com Finn Wolfhard)                   | Stranger Things                | Indicado  | [ 41 ]        |
| 2018 | Gold Derby Awards          | Melhor Atriz Coadjuvante em Série Dramática        | Stranger Things                | Indicado  | [ 42 ]        |
| 2018 | Emmy do Primetime          | Melhor Atriz Coadjuvante em Série Dramática        | Stranger Things                | Indicado  | [ 43 ]        |
| 2019 | Kids' Choice Awards        | Atriz de Televisão Favorita                        | Stranger Things                | Indicado  | [ 44 ]        |
| 2019 | Teen Choice Awards         | Atriz de Verão Escolhida                           | Stranger Things                | Venceu    | [ 45 ]        |
| 2019 | Prêmio Saturno             | Melhor Performance por Jovem Ator                  | Godzilla: King of the Monsters | Indicado  | [ 46 ] [ 47 ] |
| 2020 | Kids' Choice Awards        | Atriz de Televisão Favorita                        | Stranger Things                | Venceu    | [ 48 ] [ 49 ] |
| 2021 | Kids' Choice Awards        | Atriz de Televisão Favorita                        | Stranger Things                | Venceu    | [ 50 ]        |
| 2021 | Kids' Choice Awards        | Melhor Atriz em Cinema                             | Enola Holmes                   | Venceu    | [ 50 ]        |